# Університет Доня Гориця
Університет Доня Гориця — приватний виш Чорногорії в передмісті столиці, міста Подгориця. Заснований 2007 року. Це найбільший приватний університет Чорногорії. Університет є членом Мережі Балканських університетів.

## Опис
У Чорногорії три приватних університети. Даний вищий навчальний заклад був заснований як другий приватний університет у Чорногорії. Його будівля займає площу 16 700 м2 і в даний час є найбільшим приватним об'єктом у країні. Проводиться навчання на таких факультетах: юридичному, політехнічному, міжнародної економіки, фінансів і бізнесу; інформаційних систем і технологій, харчових технологій, безпеки харчування та екології; мистецтв.
Тут створені всі умови для навчання і проживання студентів: аудиторії та лабораторії оснащені сучасним обладнанням, до послуг студентів бібліотеки з традиційними книгами на паперовій основі і електронними книгами. Незаперечною перевагою є і розклад занять, який дозволяє студентам у вільний від занять час підробляти.
В університеті створена 3D лабораторія для навчання студентів сучасним цифровим технологіям. На основі отриманих знань не тільки знаходять роботу, але і відкривають власний бізнес в IT-індустрії. У 3D-лабораторії проводять семінари, захищають дипломи і кандидатські роботи. Це майданчик для реалізації студентських проєктів в рамках курсу «Підприємництво та інновації», який є обов'язковим на всіх факультетах Університету Доня-Гориця.
3D-лабораторія задіяна в різних програмах університету, серед них — Біржа підприємницьких ідей, Школа молодіжного підприємництва та інновацій, Регіональна літня школа Університету Доня-Гориця, виставка робіт в області дизайну і мультимедіа.
В університеті створені можливості для спортивних занять: є футзал, тренажерний зал, секції з баскетболу, гандболу, настільного тенісу, Легкої атлетики, плавання

## Партнери університету
Партнери чорногорського вузу з реалізації проекту iDEALab — Університет Шеффілда (Велика Британія), Штутгартський університет (Німеччина), Університет World University Service (Австрія), Вища школа Миколи Шубича Зрінські (Хорватія), Університет Баня-Луки (Республіка Сербська Боснії і Герцеговини).
Ректор університету Доня Гориця — Веселин Вукотич, доктор економічних наук, професор.